# Sisu

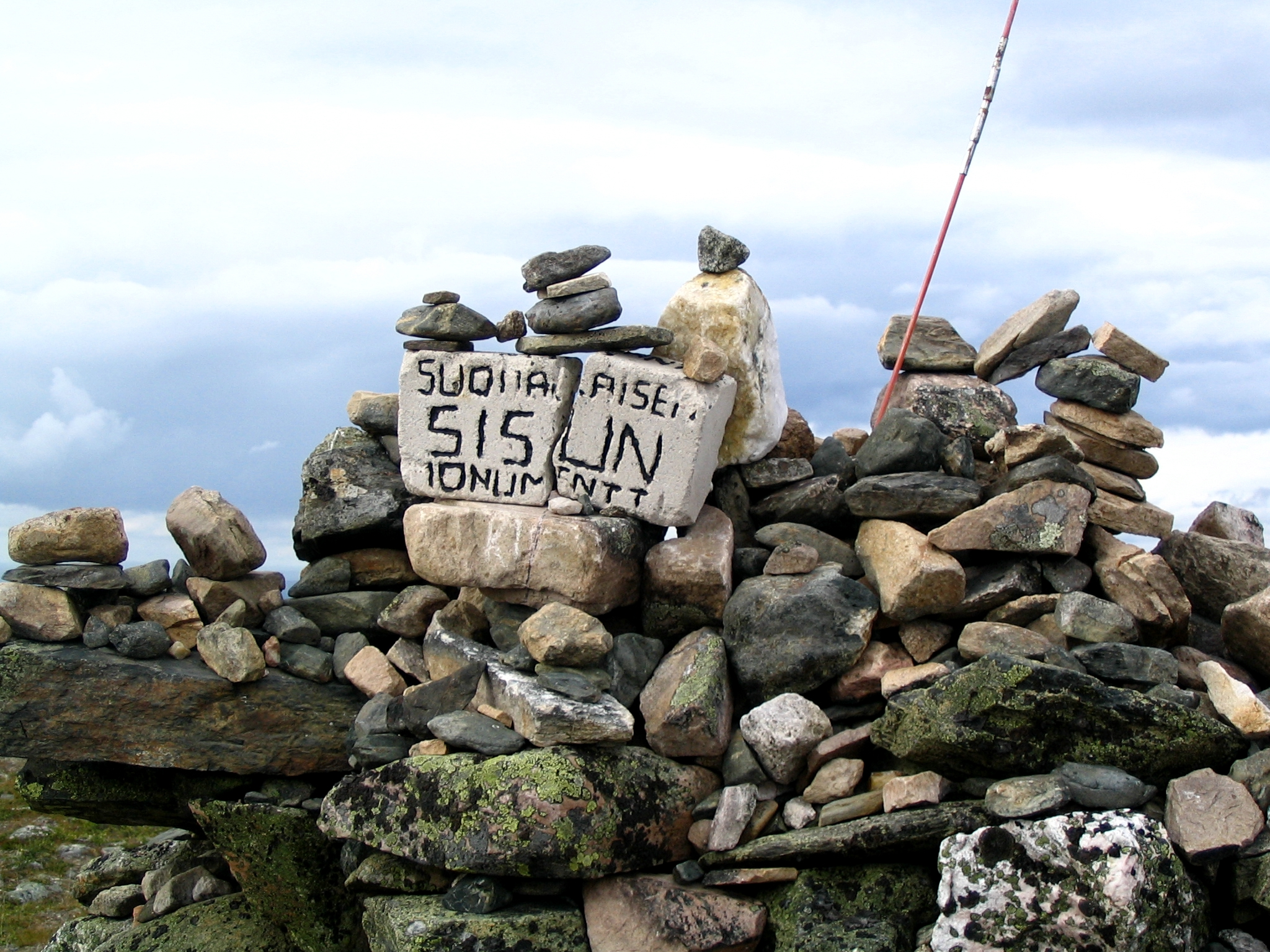
monumentos conmemorativos en Finlandia

Sisu es un concepto y construcción cultural finlandesa que se describe mediante una combinación de términos tales como estoicismo, determinación, tenacidad en un propósito, firmeza de carácter, coraje, resistencia, perseverancia, fuerza de voluntad y resiliencia y que los propios finlandeses utilizan para describir su esencia nacional.
Sisu es una especie de coraje firme, determinado y tenaz que por lo general se expresa frente a situaciones donde se precisa ganar sí o sí. Se manifiesta en tomar la iniciativa y exhibir resolución frente a la adversidad, en otras palabras, decidir sobre los pasos a tomar y luego mantener dicha decisión contra viento y marea. En la psicología contemporánea, se ha demostrado que sisu tiene aspectos beneficiosos y perjudiciales que se pueden medir utilizando una escala específica.
"Agallas" es una traducción bastante adecuada que utiliza la misma metáfora, ya que la palabra deriva del vocablo sisus, que significa "interior" y "entrañas". Un concepto emparentado con sisu es resolución, el cual comparte algunos de sus elementos con sisu, excepto por el "manejo del stress" y pasión por alcanzar una meta lejana. Sisu puede contener un elemento de pasión pero el mismo no siempre se encuentra presente, a diferencia del concepto de resoluto tal como lo define la Dra. Angela Duckworth.

## Como una capacidad psicológica
Sisu es un término cuyos orígenes se remontan varios siglos y que se describe como un elemento esencial para comprender la cultura finlandesa. Es un término que hace referencia a la determinación de ir más allá de la propia capacidad mental o física, y es un elemento central de la cultura del país y discurso colectivo. Sin embargo, casi no se han realizado investigaciones empíricas para explorar el significado de esta idea como una fuente de fortaleza psicológica, y durante mucho tiempo ha parecido tener una característica difícil de definir. Por lo general ha sido estudiado como un componente cultural de los finlandeses, pero como característica psicológica no ha sido muy investigado ni definido.
Ya hacia comienzos de la década de 1940, se intentó definir la esencia del sisu. El periódico finlandés Uusi Suomi lanzó una iniciativa y concurso para que sus lectores definieran que es sisu. Al respecto Uusi-Suomi escribió: "Todos nosotros sabemos lo que es el sisu ... ha sido durante mucho tiempo tema de discusión en Finlandia y en el extranjero. Pero como lo describimos y definimos que es el sisu?". Hace más de un siglo que se realizan esfuerzos por capturar en forma definitiva la esencia del sisu. Más recientemente, William R. Aho, profesor emérito de sociología en el Rhodes College, expresó sobre el sisu que "necesitamos realizar un importante trabajo de investigación científica organizada y sistemática para descubrir el alcance del sisu, tanto geográficamente como en forma situacional, y el alcance de las creencias y comportamientos que se derivan del sisu."
Un estudio reciente buscó avanzar en este sentido, y acordar términos más precisos para discutir el concepto. A la vez que se examina el sisu desde una óptica psicológica, se busca hacerlo menos esquivo como concepto al proveer una definición fácilmente referenciable enraizada en el ámbito de la psicología positiva. El concepto de sisu como un potencial de energía psicológica fue presentado por primera vez en el 3.er Congreso Mundial de Psicología positiva en Los Ángeles en junio del año 2013. En dicho estudio, sisu es descrito como un atributo psicológico clave que permite llevar a cabo una acción extraordinaria para superar un desafío mental o físico importante. Sisu también contribuye a lo que se denominó la mentalidad de acción; un modo consistente y resoluto de hacer frente a desafíos que inicialmente parecen exceder las capacidades del individuo. Una línea de investigación relacionada (realizada en el 2013) catalogó las representaciones culturales de sisu entre finlandeses contemporáneos y mostró que el sisu es muy valorado, y que existe un interés del público en desarrollar esta capacidad. El estudio fue respondido por 1,060 personas. Entre las conclusiones principales estaba la percepción del sisu como una reserva de energía, que permite llevar a cabo acciones extraordinarias para sortear situaciones mental o físicamente desafiantes (en vez de ser la capacidad de perseguir metas de largo aliento y ser persistente).
Con respecro a la función de sisu: se puede decir que es un potencial psicológico poderoso que permite al individuo activar capacidad mental más allá de su capacidad preconcebida. Recurrir al sisu frente a la adversidad ayuda a los individuos a atravesar lo que inicialmente parecen ser barreras de sus capacidades mentales o físicas. El sisu es un estado mental que le provee al individuo la convicción de decidir enfrentar desafíos que se encuentran más allá de sus capacidades reconocidas. Proporciona el empujón final de empoderamiento cuando de otro modo dudaríamos en actuar. Se puede conceptualizar el sisu  como entrar en acción aun las probabilidades son muy pequeñas. Adicionalmente, a pesar de que el 53% de los entrevistados creen que algunas personas de forma innata poseen más sisu, una mayoría que alcanzó el 83% de los encuestados expresaron que creían que el sisu es una cualidad flexible que puede ser desarrollada mediante una práctica consciente (en vez de ser una cualidad fija), y la mayoría de los encuestados se manifestaron interesados en desarrollar dicha capacidad. 
No siempre sisu posee una connotación de una calidad totalmente positiva. Por ejemplo, en finés, pahansisuinen literalmente significa alguien que posee un sisu malo, la descripción de una persona hostil y maligna. Además, las respuestas de la encuesta sisu indican que puede haber demasiado sisu, y según el relevamiento ello conduce a testarudez, temeridad, egocentrismo y pensamiento inflexible. El estudio sugiere que sisu debe ser gestionado por la razón y cultivado (y practicado) con auto compasión. En la psicología contemporánea, se ha demostrado que sisu tiene aspectos beneficiosos y perjudiciales que se pueden medir utilizando una escala específica.
Al igual que otros rasgos o capacidades psicológicas, el sisu es el producto complejo de factores genéticos, psicológicos, biológicos y sociales, y su comprensión exhaustiva requerirá estudios desde múltiples perspectivas científicas. Puede que Finlandia tenga el monopolio inicial del sisu como constructor cultural, pero se trata de una capacidad universal y su potencial existe en todos los individuos. El poder transformador de la narrativa está ampliamente reconocido A través del proceso de transferencia social de narrativas, los valores se arraigan en una cultura y se conectan a los procesos de pensamiento de sus individuos. Las personas, a través de sus elecciones y acciones, dan vida a estas narrativas en un proceso dinámico que puede condicionar el comportamiento de toda una nación. Fomentar el sisu puede estar muy arraigado en ese comportamiento, en lugar de ser un rasgo genético con el que se nace. Sisu" es un término nuevo en el campo de la psicología positiva, y puede contribuir a nuestra comprensión de los factores determinantes de la resiliencia, así como de los logros y la buena vida. Se sugiere que la investigación en psicología positiva podría beneficiarse de centrar el interés futuro en el recurso cultural único del sisu que los individuos de todo el mundo pueden aprovechar; así como examinar activamente los constructos relevantes de otras culturas.